# کاسپار هاوزر
کاسپار هاوزر (به آلمانی: Kaspar Hauser) (زادهٔ ۳۰ آوریل ۱۸۱۲ (؟) - درگذشتهٔ ۱۷ دسامبر ۱۸۳۳) یک جوان آلمانی بود که ادعا می‌کرد در انزوای مطلق و در سلولی تاریک بزرگ شده‌است. کاسپار هاوزر یکی از معماهای تاریخ است که هنوز حل نشده‌است.

## داستان زندگی
سال‌ها پیش، در دروازهٔ شهر نورنبرگ واقع در آلمان، پلیس مرد جوانی را بازداشت کرد و او را مورد بازجویی قرار داد او با پاهای لنگ چنان می‌نمود که از زمین نیامده.
به‌دشواری راه می‌رفت و پاهایش به‌شدت ورم داشت. روشنایی روز، دیدگان او را به‌شدت آزار می‌داد. او مرتب این جمله را تکرار می‌کرد: من هم می‌خواهم مانند پدرم یک سرباز بشوم.

پلیس پرسید: نامت چیست؟ ولی به‌نظر می‌رسید که او اصلاً نمی‌دانست آنها دربارهٔ چه چیزی سخن می‌گویند؛ ولی هنگامی که یک قلم به دستش دادند، به‌کندی ولی خوانا نوشت: «کاسپار هاوزر».
متن فوق از کتاب عجیب‌تر از علم، نوشتهٔ فرانک ادواردز گرفته شده‌است. در دست او نامه‌ای وجود داشت که توسط مادرش نوشته شده بود و متنش این بود:
هرکس این پسر را پیدا کرد، از او نگهداری کند، و وقتی به سن ۱۷سالگی رسید، او را به نورنبرگ بفرستد تا در انجمنی که پدرش در آن عضو است ثبت‌نام کند.
نامهٔ دیگری که بسیار بدخط بود، به‌نظر می‌رسید که از طرف شخصی که از او مراقبت کرده ولی نتوانسته از عهدهٔ او بربیاید نوشته شده.
دکتر دامر، که از معروف‌ترین دانشمندان نورنبرگ به‌حساب می‌آمد، به این نتیجه رسید که «کاسپار» یک موجود عقب‌افتاده‌است. دکتر دامر طی مدت طولانی توانست به این شخص خواندن و نوشتن یاد بدهد و کاسپار هاوزر به دوستان خود گفت از طفولیت در یک زیرزمین تاریک بزرگ شده…

### اولین حادثه
چندی بعد، «کاسپار» درحالی‌که خون از سروصورتش جاری بود، تلوتلوخوران از زیرزمین منزل دکتر دامر بیرون آمد. او گفت که مرد نقابداری با یک چاقوی بزرگ به او حمله کرده و او را زخمی کرده‌است. پس از آن، مقامات شهر دو نفر را مأمور حفاظت از جان وی ساختند.

### مرگ
یک روز پس از آن که دو پلیس مشغول چرت‌زدن بودند، کاسپار برای هواخوری و گردش به پارکی رفت و پس از چند دقیقه خونین‌ومالین بازگشت و بر اثر جراحات وارده درگذشت. پزشکان اظهار داشتند که مقتول به‌هیچ‌وجه خودکشی نکرده و در پارک هیچ ردپایی غیر از ردپای مقتول دیده نشده.

## فیلم سینمایی
ورنر هرتسوک در سال ۱۹۷۳ در آلمان غربی فیلمی به نام معمای کاسپار هاوزر براساس داستان کاسپار هاوزر ساخت.

## نمایش‌نامه
پیتر هاندکه (به آلمانی: Peter Handke)نویسنده آوانگارد اتریشی بر اساس این داستان نمایشنامه‌ای با نام کاسپار (نمایشنامه) نوشته‌است.
این نمایش در ایران نیز به کارگردانی محسن معینی اجرا شده‌است.